# Willi Multhaup
Willi „Fischken“ Multhaup (* 19. Juli 1903 in Essen; † 18. Dezember 1982 ebenda) war ein deutscher Fußballtrainer.
Willi Multhaup wurde 1965 mit Werder Bremen Deutscher Meister, gewann 1966 mit Borussia Dortmund den Europapokal der Pokalsieger und 1968 mit dem 1. FC Köln den DFB-Pokal. Er war damit einer der erfolgreichsten Trainer im ersten Jahrzehnt der Fußball-Bundesliga. Zu Oberligazeiten betreute er Rot-Weiss Essen, den VfB Bottrop und Preußen Münster.
Multhaup ließ mit Helmut Jagielski von Werder Bremen in der Saison 1964/65 erstmals einen Spieler der Bundesliga auf der Libero-Position spielen und gewann mit diesem System seine erste deutsche Meisterschaft.

## Trainertätigkeit vor Einführung der Bundesliga

### Erfolge mit Münster und Meiderich
Seine erste größere Trainerstation führte den Essener Kaufmann 1947 zu Preußen Münster in die Westfalenliga. Nach fünf Entscheidungsspielen gegen SuS 13 Recklinghausen gelang ihm mit Münster auf Anhieb der Aufstieg in die Oberliga West. Das Premierenjahr 1948/49 schloss man auf dem ausgezeichneten vierten Rang ab. Zur Saison 1950/51 wechselte er zum Meidericher SV in die 2. Liga West. In Gruppe 1 belegte Meiderich vor Schwarz-Weiß Essen und Duisburg 08 sofort Platz eins und der Stadtteilklub aus Duisburg stieg in die Oberliga auf. Nachdem sein ehemaliger Klub Preußen Münster dort mit dem Erreichen des zweiten Platzes hinter dem FC Schalke 04 sich für die Endrunde der deutschen Meisterschaft 1951 qualifiziert hatte, überredete dieser Multhaup, ihn während der Endrunde zu betreuen. Tatsächlich konnte er Münster mit dem sogenannten „100.000-DM-Sturm“ (Gerritzen, Preißler, Schulz, Rachuba, Lammers) über die Konkurrenten 1. FC Nürnberg, Hamburger SV und Tennis Borussia Berlin ins Finale am 30. Juni 1951 in Berlin gegen den 1. FC Kaiserslautern führen. Münster verlor gegen die Fritz-Walter-Elf unglücklich mit 1:2 Toren, trotzdem wurde dies als Erfolg für das Team und Trainer Multhaup gefeiert.

### Aufstieg mit dem ETB SW Essen
Multhaup übernahm im Juli 1957 seinen ehemaligen Verein Schwarz-Weiß Essen in der 2. Liga West und baute um die späteren Nationalspieler Heinz Steinmann und Hennes Küppers eine schlagkräftige junge Mannschaft auf, der 1959 die Rückkehr in das damalige Oberhaus des deutschen Fußballs gelang. Ein halbes Jahr vor dem größten Vereinserfolg, dem Gewinn des DFB-Pokals, verließ Multhaup im Juni 1959 den Essener Klub; er hatte jedoch seinem Nachfolger Hans Wendlandt den Weg geebnet.

### Abstieg mit RW Essen
Auch der Abstieg gehörte zur Vita des Trainers. In der Saison 1960/61 konnte er nicht verhindern, dass der Deutsche Meister von 1955 in die 2. Liga West absteigen musste – und dies ausgerechnet im Jahr des erneuten Aufstiegs des Lokalrivalen ETB SW Essen und der näher rückenden Bundesliga. Hatte schon der Weggang von Helmut Rahn zur Saison 1959/60 die Bergeborbecker getroffen, so war der Abstieg mit den Recken Herkenrath, Steinig, Rehhagel, Wewers, Islacker, Vordenbäumen und Hornig ein gewaltiger Schlag.

### Bundesliga-Qualifikation mit Meiderich
In der letzten Runde der Oberliga West 1962/63, die entscheidende Bedeutung für die Bundesliga-Nominierung hatte, betreute er wieder den Meidericher SV. Favoriten für die Aufnahme in die Bundesliga waren der 1. FC Köln, Borussia Dortmund und der FC Schalke 04. Zwischen Aachen, Münster und dem Meidericher SV sollte ein Kampf um die zwei noch freien Plätze entbrennen. Mit einem 2:1-Heimsieg gegen Münster am 11. Mai 1963, dem letzten Spieltag der Saison, belegte der MSV nach 30 Spielen mit 38:22 Punkten und 47:43 Toren den dritten Platz. Das Startrecht für die Bundesliga war dem Verein bereits vier Tage zuvor, nach dem 2:1-Sieg im Lokalduell gegen Hamborn 07, per Telegramm durch den DFB zugesprochen worden. Der Trainer aber wechselte in den Norden nach Bremen.

## Herausragende Erfolge

### SV Werder Bremen 1963 bis 1965
Mit Beginn der Bundesliga in der Saison 1963/64 wechselte der 60-jährige Essener zum SV Werder Bremen, da Georg Knöpfle von der Weser an den Rhein zum 1. FC Köln ging. Das erste Bundesligajahr war für ihn wie auch den Verein und die Spieler eine Zeit der Anpassung an die verschärften sportlichen Bedingungen. Werder kämpfte nicht gegen den Abstieg, hatte aber auch nichts mit der Tabellenspitze zu tun. Man landete nach 30 Spieltagen auf dem 10. Rang, bei 53:62 Toren holte man 28:32 Punkte. Damit zählte Werder nicht gerade zu den Meisterschaftsaspiranten für die zweite Bundesligasaison.
Mit zwei Verstärkungen für die Abwehr, Horst-Dieter Höttges von Borussia Mönchengladbach und Heinz Steinmann vom Bundesliga-Absteiger Saarbrücken, bastelte Multhaup für die Runde 1964/65 eine regelrechte „Beton“-Abwehr. Sie ließ in den damals recht torreichen Bundesligazeiten in 30 Spielen nur 29 Gegentreffer zu und wurde zum Garant des sensationellen Gewinns der deutschen Meisterschaft 1965. In der Offensive hatte sich die Verpflichtung des Mittelstürmers Klaus Matischak von Schalke 04 ausgezahlt. Weder die Startniederlage am 22. August 1964 auf dem Betzenberg in Kaiserslautern mit 1:2 Toren, noch das 2:4 bei Titelverteidiger 1. FC Köln am fünften Spieltag brachte die Mannen um „Pico“ Schütz aus dem Konzept. Mit funktionierender Taktik, guter Kondition und einem „engen Kader“ von nur zwölf Stammspielern (gewechselt wurde die Formation nur bei Verletzungen) dominierte Werder die Bundesliga. Mit einem 3:0-Heimsieg gegen Borussia Dortmund machte die Multhaup-Elf die Meisterschaft am vorletzten Spieltag perfekt und verwies die eigentlichen Favoriten aus Köln, Dortmund und München auf die Plätze.
Zum Leid für die Hanseaten verließ der „Meistermacher“ Bremen im Moment des Triumphs, um in den Westen zurückzukehren. Über das wohltuende Zusammenspiel mit dem Präsidenten Alfred Ries und dem Liga-Obmann Eduard Hundt wird Multhaup mit den Worten zitiert: „Sie dachten sachlich und nüchtern, sie handelten und überlegten hanseatisch kühl – ich schätzte sie als Menschen überaus“.

### Borussia Dortmund 1965/66
Bei den Borussen kam es in dieser Runde zu einem Tanz auf zwei Hochzeiten. In der Bundesliga wurde ernsthaft die Meisterschaft anvisiert und im Europapokal der Pokalsieger wurden die Kräfte im internationalen Wettstreit gemessen. Lange ging dies gut, in der Bundesliga führte man die Tabelle an und im Europacup hatte man sich über FC Floriana, ZSKA Sofia und Atlético Madrid bis ins Halbfinale gespielt. Auf der Zielgeraden der Bundesliga verließen dann aber die Mannschaft in den letzten drei Spieltagen doch die Kräfte und der TSV 1860 München konnte ihnen 1966 noch die Meisterschaft wegschnappen. Den Borussen blieb „nur“ die Vize-Meisterschaft. Da aber im April der Titelverteidiger West Ham United ausgeschaltet und am 5. Mai 1966 in Glasgow sogar der hohe Favorit FC Liverpool (Manager Bill Shankly: „‚Es gibt nur zwei gute Mannschaften in England‘, pflegte er zu sagen. Das sind unsere erste Mannschaft und unsere Reserve!“) mit 2:1 Toren besiegt worden war, hatten die Borussen zusammen mit ihrem Trainer Multhaup den ersten europäischen Titel nach Deutschland geholt. Es war ein außergewöhnlicher Erfolg – für den Verein, die Liga, die Spieler und den fast 63-jährigen Trainer.
Sigfried Held und Lothar Emmerich spielten sich mit ihren starken Europacup-Spielen in die Nationalmannschaft und damit auch zur Weltmeisterschaft 1966 nach England. In den WM-Tagen sollte dann auch BVB-Torhüter Hans Tilkowski zu den Stützen des Vize-Weltmeisters zählen. Der Trainer aber wechselte erneut. Der erste Bundesliga-Meister, der 1. FC Köln, wollte mit aller Gewalt wieder den Erfolg in die Domstadt holen. Da schien der Erfolgstrainer von Bremen und Dortmund gerade der Richtige.

### 1. FC Köln 1966 bis 1968
Bei der „Geißbock-Elf“ reichte es in der ersten Saison (1966/67) nur zu Rang 7 (bei 48:48 Toren und 37:31 Punkten). Wieso ausgerechnet Eintracht Braunschweig Meister wurde, konnte bei den „Jecken“ niemand verstehen. Hatte man doch mit Torhüter Milutin Šoškić und dem Dribbelkünstler Roger Magnusson zwei Internationale aus Jugoslawien und Schweden neu in den Kader geholt und mit Wolfgang Overath, Wolfgang Weber, Heinz Hornig und Hannes Löhr Hochkaräter neben soliden Könnern wie Matthias Hemmersbach, Fritz Pott, Hans Sturm und Karl-Heinz Thielen aufzuweisen.
Multhaups zweites Jahr brachte dann die Verbesserung des FC auf den vierten Rang. Gegen die Klasse des neuen Meisters 1. FC Nürnberg war man allerdings chancenlos. Bei den Neuzugängen hatte man zwar mit Heinz Simmet und dem Ex-Viktorianer Carl-Heinz Rühl richtige Entscheidungen getroffen, Reinhard Roder und Dietmar Mürdter von Göttingen 05 konnten dagegen die Erwartungen nicht erfüllen. Gut, dass der Pokal eine zweite Chance bot. Über den FC 08 Homburg, Eintracht Frankfurt, Eintracht Braunschweig und Borussia Dortmund zog man ins Finale am 9. Juni 1968 in Ludwigshafen gegen den „Favoriten“-Schreck aus der Regionalliga West, den VfL Bochum, ein. Im Endspiel konnte der VfL nicht mehr an die Leistung der Sensationserfolge in den Runden zuvor gegen den FC Bayern München, Borussia Mönchengladbach, den VfB Stuttgart und den Karlsruher SC anknüpfen. Köln gewann das Endspiel überlegen mit 4:1. Damit hatte der FC wieder einen Titel und Multhaup konnte als Trainer einen weiteren, seinen letzten Erfolg verbuchen. Das Pokalfinale war sein letztes Spiel. 65-jährig beendete er seine Trainerkarriere und zog sich ins Privatleben zurück.

## Zur Person
Die Wiege von Willi Multhaup stand am Essener Salzmarkt. Die Multhaups verdienten ihren Unterhalt mit einem Fischhandel. Von Kindesbeinen an wurde Willi deshalb „Fischken“ gerufen. Er spielte Fußball bei den Vereinen Schwarz-Weiß Essen – mit dem ETB nahm der Seitenläufer an der Endrunde um die deutsche Fußballmeisterschaft 1925 teil – und TuRa, wo er auch seine Trainerkarriere begann. Das Trainerdiplom absolvierte der gelernte Kaufmann 1952 unter Bundestrainer Sepp Herberger in der Sportschule Kaiserau. Sein Auftreten hatte nichts mit einem Fischhändler gemein, vielmehr verbreitete er den Charme eines Gentleman. Otto Rehhagel, bei RW Essen Spieler unter Multhaup, sagte über ihn: „Der war immer wie aus dem Ei gepellt“. Und: „Ein feiner Mensch mit Sachverstand. Er schaffte es, den jeweils nächsten Gegner mit allen Stärken und Schwächen zu beschreiben.“ Auch Sigfried Held äußerte sich sehr positiv über den Trainer: „Der Multhaup hatte eine Gabe wie kein Zweiter. Der konnte einen stark und selbstbewusst reden.“
Nach dem Ende seiner Trainerlaufbahn betrieb er in Dortmund und in Essen je ein Fachgeschäft für Herrenmode. Im Herbst 1971 sollte er allerdings nach der Entlassung von Trainer Robert „Zapf“ Gebhardt in Bremen noch einmal für kurze Zeit, vom 27. September bis zum 24. Oktober, bei seinen alten Freunden einspringen.